# Нижня Ядлова
Нижня Ядлова (словац. Nižná Jedľová) — село в Словаччині, Свидницькому окрузі Пряшівського краю. Розташоване в північно-східній частині Словаччини в долині Ядловського потока, що є притокою ріки Ондава.
Уперше згадується у 1572 році.

## Пам'ятки
У селі є греко-католицька церква Покрови Пресвятої Богородиці з 1914 року в стилі бароко та православна церква зачаття святого Івана Хрестителя з 2000 року.

## Населення
| Рік:            | 1994. | 2004.    | 2014.   | 2024.    |
| --------------- | ----- | -------- | ------- | -------- |
| Кількість осіб: | 72    | 84       | 85      | 98       |
| Різниця:        |       | +16,66 % | +1,19 % | +15,29 % |

| Рік:            | 2023. | 2024.   |
| --------------- | ----- | ------- |
| Кількість осіб: | 99    | 98      |
| Різниця:        |       | -1,01 % |

В селі проживає 89 осіб.
Національний склад населення (за даними останнього перепису населення — 2001 року):
- словаки — 43,75 %
- русини — 40 %
- українці — 16,25 %

Склад населення за приналежністю до релігії станом на 2001 рік:
- православні — 77,5 %,
- греко-католики — 12,5 %,
- римо-католики — 2,5 %,
- не вважають себе віруючими або не належать до жодної вищезгаданої церкви- 7,5 %